# Předkřesťanské slovanské písmo
Předkřesťanské slovanské písmo (také označováno jako slovanské runy, slovanské runové písmo, runice, venedské či venetské písmo, vendické runy apod.) je badateli užívané označení písma, které mohlo být používáno Slovany před přijetím křesťanství a vytvořením hlaholice a cyrilice. Jeho existenci většinou obhajují pseudo-vědečtí a panslavisticky orientovaní badatelé, nejsou k němu však jasné důkazy.

## Zmínky v písemných pramenech
V raně středověkých písemných pramenech se vyskytují pasáže, které mohou být interpretovány jako zmínky o písmu u Slovanů.
V 9. století bulharský mnich, učenec a spisovatel Černorizec Chrabr ve nedochovaném spise O písmenech zmiňuje (v nejstarším opisu z roku 1348), že před přijetím křesťanství Slované „neměli písma, ale počítali a věštili črtami a zářezy“ (případně „črtami a čárami“, staroslověnsky чръты и рѣзы).
Ahmad ibn Fadlan popsal způsoby a zvyky národu Rusů, kteří přijeli na obchodní cestu do bulharské Volgy. Ibn Fadlan však neuvedl mnoho informací o etnickém původu lidí, které popsal. Po rituálním pohřbu soukmenovců v lodi, nechal Rus na hrobce nápis: Potom postavili na místě, kde byla loď, kterou vytáhli z řeky, něco jako malý kulatý kopec, uprostřed kterého postavili velký sloup z březového dřeva, na který napsali jméno muže a jméno Rusů, a odešli.
Biskup a kronikář Dětmar z Merseburku popsal chrám pohanských Slovanů v Retře a ve svém popise se zmínil o tom, že tamní sochy slovanských bohů byly popsány jmény těchto bohů: Stěny svatyně zdobí z venku podivuhodné vyřezávané obrazy bohů a bohyň, uvnitř stojí ručně vyřezávaní bohové, odění strašnými helmami a štíty s vyrytými jmény každého jednotlivého z nich.
Ve 12. století rujánští panovníci Tetislav a Jaromír vládnoucí již před křesťanským převratem s největší pravděpodobností znali a užívali latinské písmo, jak dokládají dochované listiny s pečeťmi. Není však známo, jak rozšířená tato znalost byla mezi ostatním lidem a zda ji využívali jen ke kontaktu s křesťanskými sousedy nebo i jinak. Jelikož však hlavní kněz boha Svantovíta měl mocensky ještě významnější postavení (podle Helmolda byl ctěn víc než kníže, jenž byl na jeho rozhodnutích závislý), lze teoreticky předpokládat, že minimálně i on znalost latinského písma ovládal.

## Důkazy z archeologie

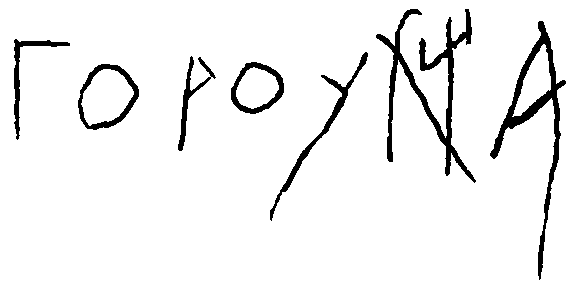
Nápis na amfoře typu Kerch znějící гороухща (gorouchšča).

- Roku 1949 byla objevena amfora typu Kerch v Gnjozdovu ve Smolenské oblasti s údajně nejstarším nápisem ve staroruštině.[8] Amfora byla nalezena v hrobě skandinávského obchodníka obchodujícího s Orientem.[9] Objevitel odvodil, že uvedené slovo гороухща (goruhšča), napsané na keramice v Cyrilici, označuje hořčici, která měla být v nádobě.[10] Toto vysvětlení nebylo obecně uznáno a vysvětlení nápisu je stále otevřené mnoha různým interpretacím.[11] Jedna interpretace navrhuje, že nápis by mohl být arabské jméno Hārūn s přivlastňovací příponou (Härünova amfora).[9] Datování nápisu do začátku 10. století[12] naznačuje dosud netušenou popularitu cyrilice v předkřesťanské Rusi. Různé prameny dokazují, že oblast Ruska ve starověku a její slovanské a severské obyvatelstvo, byla spojena s muslimským a asijským světem.[13]

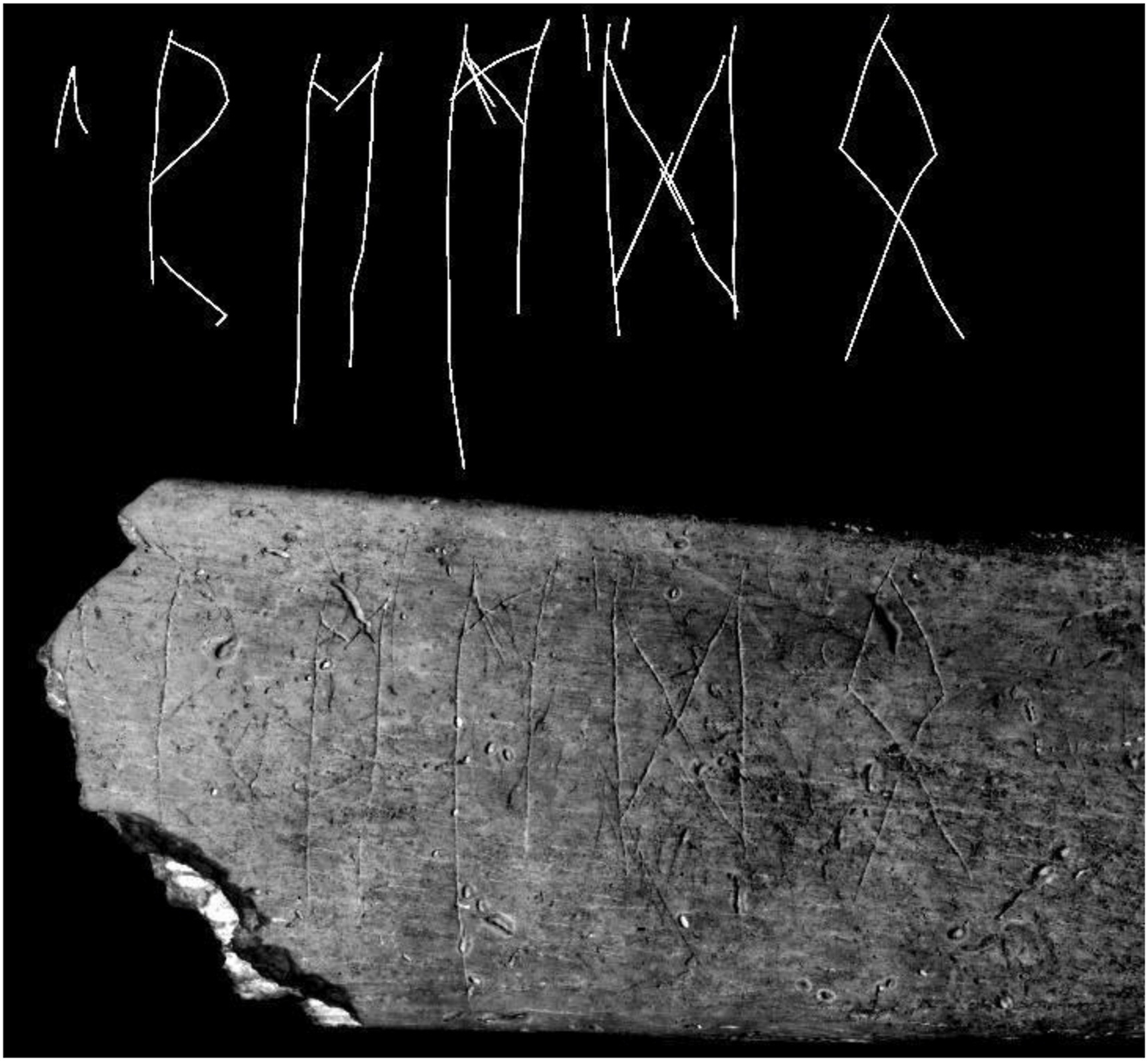
Kost s nápisem ve starším futharku nalezená v osídlení v Lánech (poblíž Břeclavi).

- Kost s nápisem ve starším futharku nalezená v osídlení v Lánech (poblíž Břeclavi).V roce 2021 byly zveřejněny nové archeologické důkazy raného slovanského používání písma. V roce 2017 byla v prostředí osídlení kultury s keramikou pražského typu v oblasti Lány (poblíž Břeclavi) objevena hovězí kost datovaná do let 585–640 s runami tzv. staršího futharku. Tento nález svědčí o přímé interakci mezi slovanskými a germánskými etnolingvistickými skupinami a mohl být vyryt lidmi germánského původu, kteří v regionu zůstali po odchodu Lombardů, nebo mohly být runy vyryty nějakým Slovanem. Na kosti je vyryta část abecedy, může jít tedy o učební pomůcku. Pokud byly znalosti runového písma přeneseny od Germánů ke Slovanům, muselo se to stát, soudě podle tvarů run, někde ve střední Evropě. Znalost písma mohla v regionu také přetrvávat v důsledku kontinuity osídlení mezi Lombardy a Slovany.[14]

## Důkazy proti
Podle knihy Vita Cyrilli (Život Konstantinův), poslal moravský kníže Rostislav poselstvo do Konstantinopole, kde žádal císaře Michaela III, aby poslal učence mezi Slovany na Velké Moravě, již jsou již pokřtěni a přejí si mít liturgii v jejich vlastním jazyce, nikoli v latině něbo řečtině. Císař povolal pro Konstantina a požádal jej jestli by úkol splnil i přes své oslabené zdraví. Konstantin odpověděl, že s radostí odcestuje na Velkou Moravu a bude je učit, pokud budou mít Slované vlastní abecedu pro psaní vlastního jazyka, na což císař odpověděl, že ani jeho dědeček ani otec, natož on sám, nemohl najít důkazy o existenci takové abecedy. Konstantin tím byl rozrušen a obával se, že pokud pro Slovany vymyslí abecedu a přeloží Bibli, bude označen za kacíře. Podle Alexeje Karpova je text mladší vsuvkou v kronice a jeho autenticita je tedy diskutabilní.
Neboť Rostislav, kníže moravský, z vnuknutí Božího a po úřadě se svými knížaty a s Moravany vypravil poselství k císaři Michaelovi, v němž pravil: „Náš lid se odřekl pohanství a drží se křesťanského zákona, ale nemáme takového učitele, který by nám [mladší vsuvka: v našem jazyku] pravou křesťanskou víru vyložil, aby též jiné kraje nás napodobily. Pošli nám tedy, pane, takového biskupa a učitele, neboť od vás se vždy dobrý zákon šíří do všech krajů.“ Císař shromáždil poradní sbor a povolal Konstantina filosofa, sdělil mu tuto věc a pravil: „Vím, filosofe, žes unaven, ale třeba, abys tam šel, neboť tuto věc nemůže nikdo vykonat tak jako ty.“ Filozof odpověděl: „Ač jsem unaven a tělesně churav, půjdu tam s radostí, mají-li knihy v svém jazyku.“ Císař mu pravil: „Můj děd i můj otec i mnozí jiní hledali to a nenašli, kterak to mohu já nalézt?“ Filosof řekl: „Kdopak může psát řeč na vodu (pozn. dělat něco zbytečně) a získat si jméno kacíře?“ ...
Vita Cyrilli, kapitola XIV. Překlad Josefa Vašici.
Ke slovanskému písmu se vyjádřil v 9. století také bulharský mnich Chrabr:
Slované dřív, pokud byli pohany, neměli písma, ale počítali a věštili črtami a zářezy. Když se pokřtili, snažili se psát slovanskou řeč bez úpravy latinskými i řeckými písmeny. Ale jak je možné psát správně řeckými písmeny bogъ nebo životъ nebo dzělo nebo crъkovъ nebo člověkъ nebo širota nebo ščedroty nebo junostь nebo ǫdu nebo językъ nebo ědъ a jiná jim podobná? A tak bylo mnohá léta. Potom však lidumilný Bůh, který vše řídí, neponechal lidské plémě slovanské bez vzdělání, ale přiváděje celé k vědění a spasení, smiloval se nad plemenem slovanským a seslal mu svatého Konstantina Filozofa, zvaného Kyril, muže spravedlivého a pravého. A ten pro ně vytvořil třicet a osm písmen, některá po vzoru řeckých písmen, jiná pak podle slovanského jazyka, počav podle řečtiny prvním. Oni totiž začínají alfa a on azъ. Od azъ začíná obojí. A jak to učinili oni, aby napodobili židovská písmena, tak i on řecká…
Černorizec Chrabr, O písmenech (О писмєньхъ), po roce 893

## Slovanské runy
Termín „slovanské runy“ staví na několika problematických předpokladech:
- identifikace Venetů se starými Slovany
- interpretace staroseverského vendarunir jako „Venetské runy“
- pravost nálezů z Retry

### Slované a Venetové
Existovalo hned několik etnik, která byla označována jako Venetové, například
- Venetové jaderští na severovýchodě dnešní Itálie, od toho jméno města a oblasti Benátky, italsky Venezia.
- Venetové keltští na území dnešní Bretaně,
- Venetové pobaltští kolem Visly u Baltského moře

a možná i další. Pouze Venetové jaderští nám zachovali textové památky ve vlastním jazyce, venetštině. Ta sice byla nesporně jazykem indoevropským, ovšem zcela zřejmě také neslovanským. Dnes je jazykovědci považována za samostatnou větev indoevropské jazykové rodiny, byť sdílí některé rysy s jazyky italickými, keltskými a rovněž germánskými.
Nelze úplně vyloučit, že alespoň některá z těchto etnik byla příbuzná, nicméně jakékoliv důkazy chybějí. Hojně doloženým jevem je pojmenování etnika podle etnika předchozího či podle území, které nově obsadilo. Příkladem je pojmenování Čech latinsky Bohemia nebo německy Böhmen podle Bójů, keltského kmene, který oblast české kotliny obýval dříve. Ačkoliv tedy v germánských jazycích byli později západní Slované označováni jako „Vendové“ (dodnes např. německy wendisch „lužickosrbský“), nelze pouhou podobnost, ba ani totožnost názvu etnik považovat za dostatečný argument pro postulování jejich příbuznosti.

### Venetské runy
Mýtus o venetských runách vznikl mylnou interpretací staroseverského vendarunir, které bylo chápáno jako runy „Vendů“. U Seveřanů však bylo výrazem pro Vendy slovo vindir, které lze jen stěží spojovat s venda-. Naopak venda- lze identifikovat jako slovesný základ s významem „obracet“. Výraz vendarunir by pak bylo možné chápat jako „runy psané bustrofédonem“ (praxe, kdy se na konci řádku nepřeskočí na začátek řádku dalšího, ale začne se na témže místě, někdy zároveň při obrácení o 180°).

### Nálezy z Retry
V druhé polovině osmnáctého století se v majetku zlatníka Gedeona Sponholze v Neubrandenburgu objevily modly, které prý protestantský pastor Friedrich Sponholz nalezl ve dvou schránkách ve vsi Prillwitz v Meklenbursku, když kopal na farní zahradě. Bylo to prý nad břehem Tollského jezera, kde se kdysi měla nacházet dávná Retra. Idoly byly popsány písmem runového typu a odpovídaly popisům ze středověkých kronik. Ačkoliv bylo nade vší pochybnost prokázáno, že se jedná o falzifikáty, romantická domněnka o jejich pravosti je stále živá zejména mezi nacionálně orientovanými autory.